# Dorsum Termier
Der Dorsum Termier ist ein ungefähr 90 Kilometer langer Bergrücken (vgl. lateinisch dorsum für „Rücken“) auf dem Erdmond. Er wurde 1976 nach dem französischen Geologen Pierre-Marie Termier benannt. Seine mittleren Koordinaten sind 12° N und 57° O.